# Pyrnus magnet
Pyrnus magnet is een spinnensoort uit de familie Trochanteriidae. De soort komt voor in westelijk Australië, Zuid-Australië en Queensland.